# Wat Phra That Choeng Chum

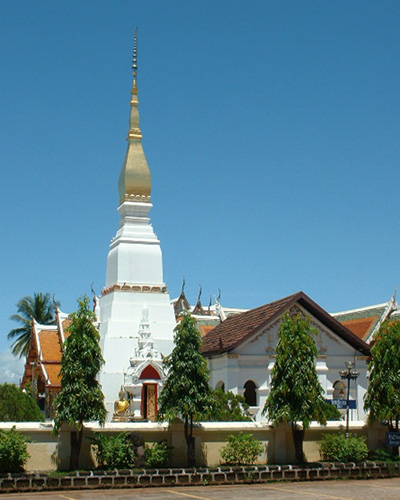
Wat Phra That Choeng Chum

Der Wat Phra That Choeng Chum Worawihan (Thai: วัดพระธาตุเชิงชุมวรวิหาร) ist eine buddhistische Tempelanlage (Wat) in Sakon Nakhon, Provinz Sakon Nakhon in Thailand. Er hat den Status eines königlichen Tempels zweiter Klasse und ist dem Mahanikai zugeordnet.
Wat Phra That Choeng Chum ist das Wahrzeichen der Provinz Sakon Nakhon und ist in ihrem Siegel abgebildet. Der Tempel wird auch auf der Rückseite der thailändischen 10-Satang-Münze gezeigt, die aber aufgrund des geringen Werts kaum im Umlauf ist.

## Lage
Der Wat Phra That Choeng Chum steht in der Stadt Sakon Nakhon, Thanon Rueang Sawat, im hohen Nordosten von Thailand.

## Baugeschichte
Der Wat Phra That Choeng Chum wurde nach der Vertreibung der Khmer aus dem Gebiet des heutigen Thailand errichtet. Vorher befand sich an dieser Stelle ein Heiligtum der Khmer aus Angkor.

## Sehenswürdigkeiten
Folgende Sehenswürdigkeiten befinden sich im Bereich des Wat Phra That Choeng Chum:
- Der rechteckige Phra That Choeng Chum (that ist das laotische Äquivalent eines Chedi bzw. Stupa), der mit seiner Höhe von 24 Metern weithin sichtbar ist und im 17. Jahrhundert im laotischen Stil errichtet wurde; er schließt einen sehr viel älteren Prang aus der Khmer-Zeit ein (10. Jahrhundert); der Chedi ist über angeblichen Fußabdrücken der vier Inkarnationen des Buddha errichtet und wird von den Gläubigen in der Region sehr verehrt
- Die bemerkenswerte Buddha-Statue Luang Phor Phra Ong Saen, die im Chiang-Saen-Stil gehalten ist.[1] Sie stammt angeblich aus dem Jahr 1257.
- Kugelförmige Grenzsteine für den Bot (luk nimit), die Kanonenkugeln ähneln, sind auf dem großzügigen Gelände ausgestellt.

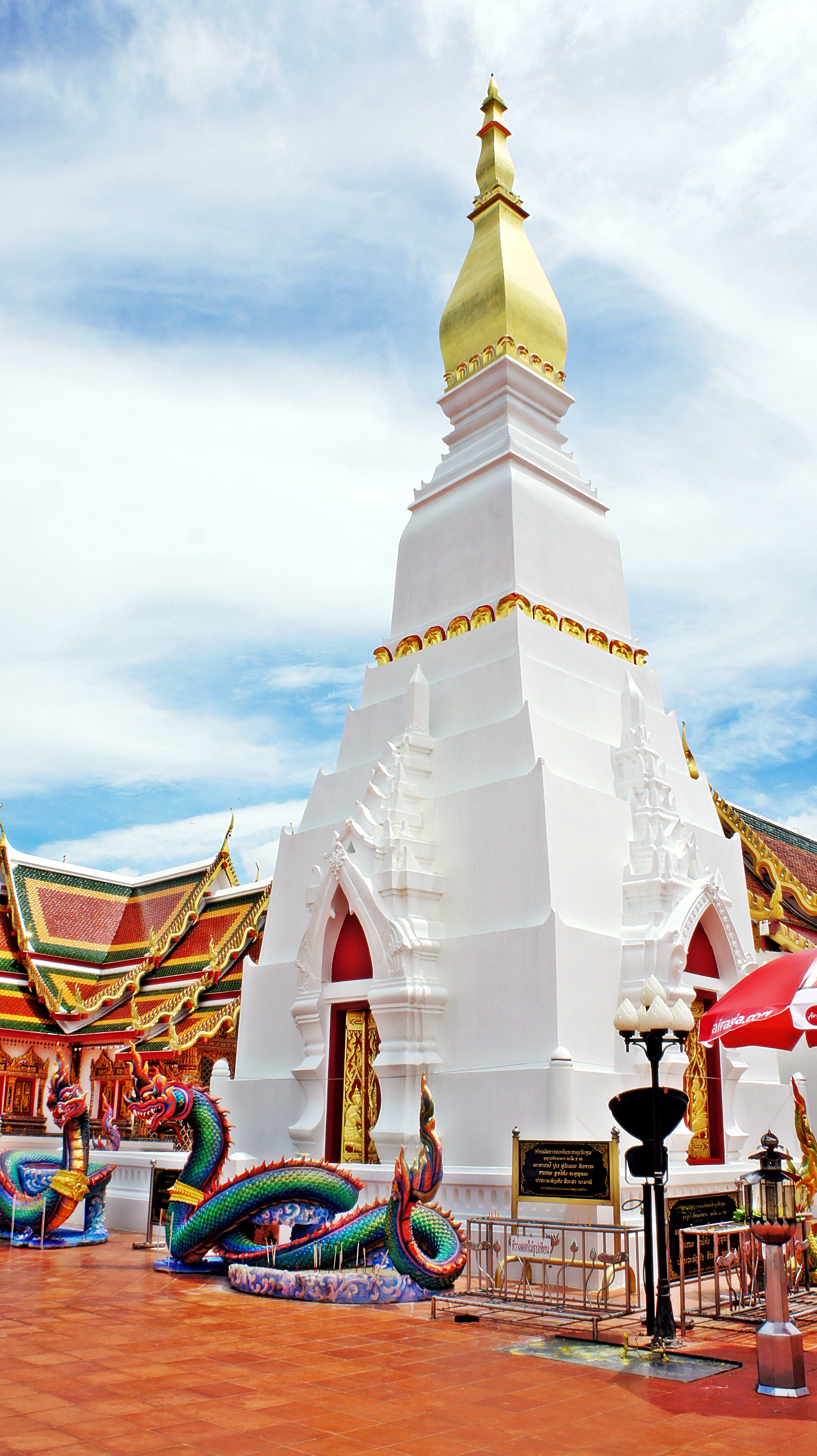
That
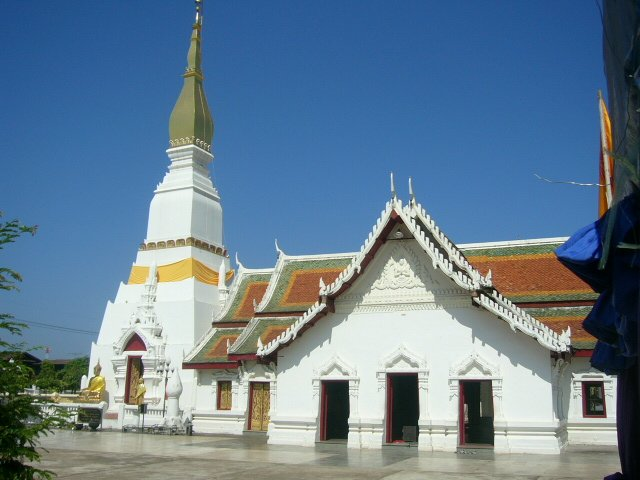
That und Wihan
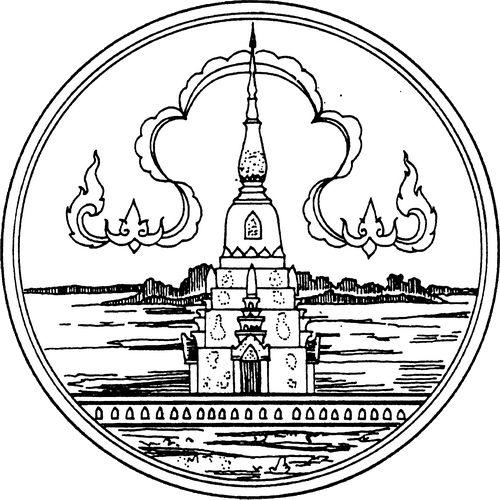
Siegel der Provinz Sakon Nakhon